# Eupithecia thermosaria
Eupithecia thermosaria är en fjärilsart som beskrevs av George Francis Hampson 1903. Eupithecia thermosaria ingår i släktet Eupithecia och familjen mätare. Inga underarter finns listade i Catalogue of Life.